# Grenville M. Dodge
Pour les articles homonymes, voir Dodge (homonymie).
Grenville Mellen Dodge (né le 12 avril 1831 à Danvers (Massachusetts), mort le 13 janvier 1916 à Council Bluffs (Iowa)) est un militaire, homme politique et homme d'affaires américain.
Ingénieur civil de formation, il prend part à la guerre de Sécession dans les rangs de l'Union et termine celle‑ci au grade de major général. Quittant l'armée en 1866, il est brièvement représentant des États-Unis, et est surtout ingénieur en chef de l'Union Pacific qui a participé à la construction du premier chemin de fer transcontinental américain.

## Biographie
Colonel (1861), brigadier-général (1862) puis major-général (1864) lors de la guerre de Sécession, il entre au Congrès comme représentant de l'Iowa en 1866.
Comme ingénieur civil, il travaille essentiellement sur des projets de chemins de fer et est l'ingénieur en chef de l'Union Pacific Road dont l'inauguration a lieu en 1867.
Délégué de la Convention nationale républicaine (1868 et 1876), il reprend son métier d'ingénieur civil de 1880 à 1890.
Retiré à Council Bluffs dans l'Iowa, il meurt en 1916.
Une ville du Kansas, Dodge City, a été nommée en son honneur.
Jules Verne le cite au chapitre XXIX de son roman dans Le Tour du monde en 80 jours.